# Paul Gilbert (Richter)

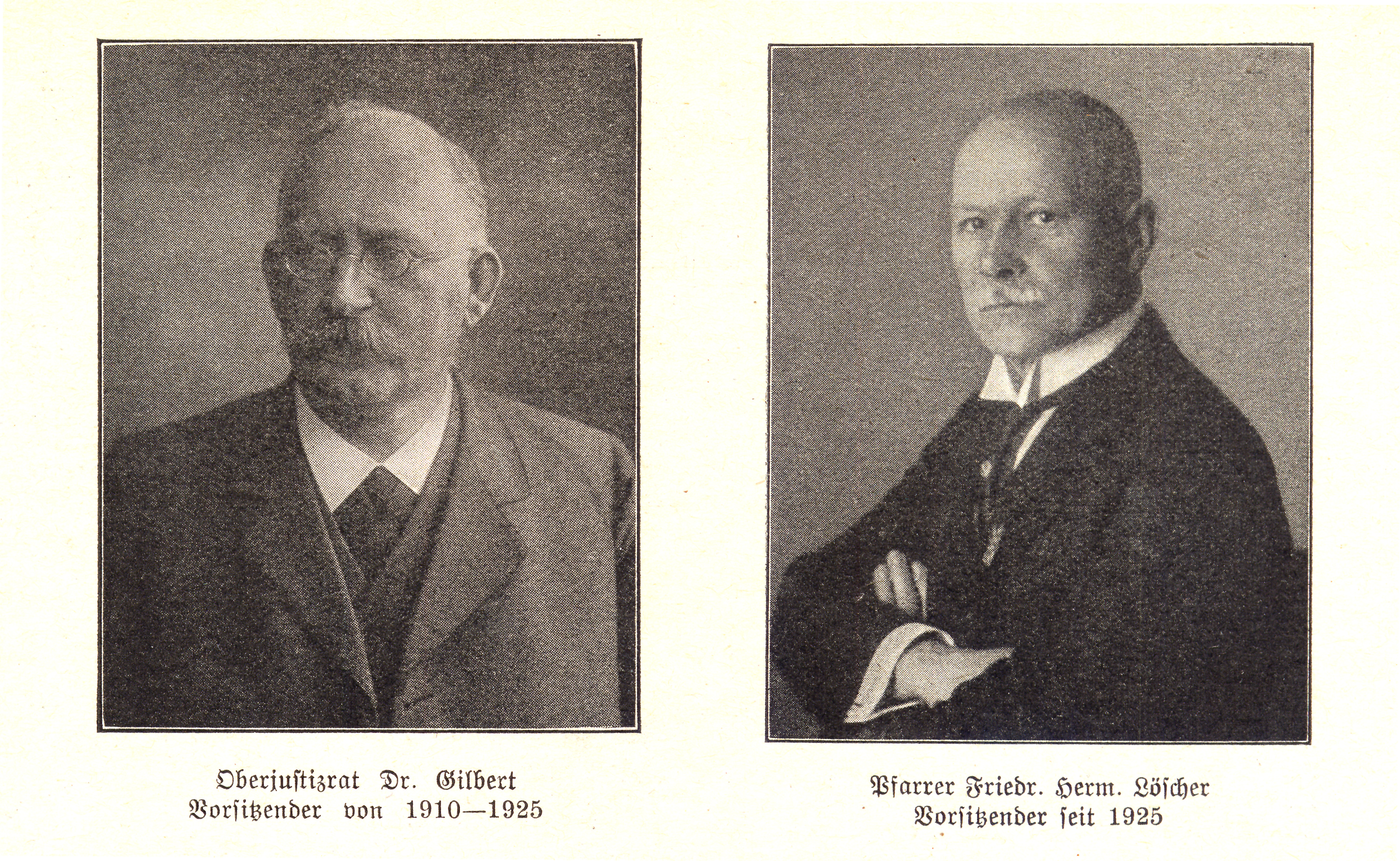
Die beiden Vorsitzenden des Erzgebirgsvereins Gilbert und Löscher

Paul Gilbert (* 22. Januar 1859 in Dresden; † 4. Februar 1925 in Schneeberg) war ein deutscher Richter, Kommunalpolitiker, Heimatforscher sowie Vereins- und Verbandsfunktionär.

## Leben
Gilbert besuchte eine Privatschule in Dresden und trat 1870 in das Vitzthum-Gymnasium Dresden ein. Ab 1877 widmete er sich in Leipzig dem Studium der Rechtswissenschaft. Nach Erlangung des Doktortitels war er Referendar in Dresden und Chemnitz und danach  Assessor in Grimma und Dresden. In Dresden wurde er am 1. November 1888 zum Landgerichtsrat ernannt, dazwischen war er Hilfsrichter im Justizministerium. Am 1. Oktober 1890 wurde er als Amtsrichter nach Colditz berufen. Am 1. November 1897 wechselte er an das Amtsgericht in Schneeberg, wo er als Oberamtsrichter und Oberjustizrat bis zum Eintritt in den Ruhestand am 31. März 1924 tätig war. Danach wohnte er in Hartenstein.
Gilbert gehörte dem Kirchenvorstand von Schneeberg an und war dort im Diözesanausschuss des Kirchenkreises und im Vorstand des Kreisvereins für Innere Mission aktiv. Er war Mitbegründer und Mitglied des 1909 ins Leben gerufenen Vereins zur Unterhaltung des Bethlehemstifts Zwönitztal. 1911 wählte ihn der Kirchenkreis als weltlichen Vertreter in die Landessynode, der er bis zu seinem Tod angehörte und in der er mehrere Jahre die Stelle eines Sekretärs bekleidete.
In Schneeberg war er Stadtrat und Vertreter des Bürgermeisters.
Gilbert war Zweiter Vorsitzender des Zweigvereins Schneeberg des Erzgebirgsvereins. Am 1. Oktober 1910 wurde er auf der Hauptversammlung in Chemnitz zum Vorsitzenden des Erzgebirgsvereins gewählt. Den Vorsitz hatte er bis zu seinem Tod 1925 inne. In seiner Zeit wuchs der Verein von etwas über 90 Zweigvereinen mit 13.000 Mitgliedern auf 134 Zweigvereine mit fast 30.000 Mitgliedern an. 1922 wurde er zum Ehrenmitglied des Vereins ernannt.
Von 1916 bis 1920 hatte Gilbert die Geschäftsführung des Zentralausschusses und damit den Vorsitz des Verbands Deutscher Gebirgs- und Wandervereine inne.
Gilbert ist am 4. Februar 1925 an den Folgen eines Schlaganfalls in Schneeberg verstorben. Er wurde auf dem dortigen Friedhof beerdigt.
Paul Gilbert war der Sohn des evangelischen Theologen Robert Otto Gilbert. Er war ab 1888 verheiratet mit Elisabeth geborene Kleinpaul, der Ehe entsprangen drei Töchter und drei Söhne.